# اشچیانو، استان پومریانیان
اشچیانو، استان پومریانیان (به لاتین: Trzciano, Pomeranian Voivodeship) یک منطقهٔ مسکونی در لهستان است که در Gmina Ryjewo واقع شده‌است.

## خصوصیات
اشچیانو ۴۴۰ نفر جمعیت دارد.